# Wegweiser (Meilendorf Nordost)

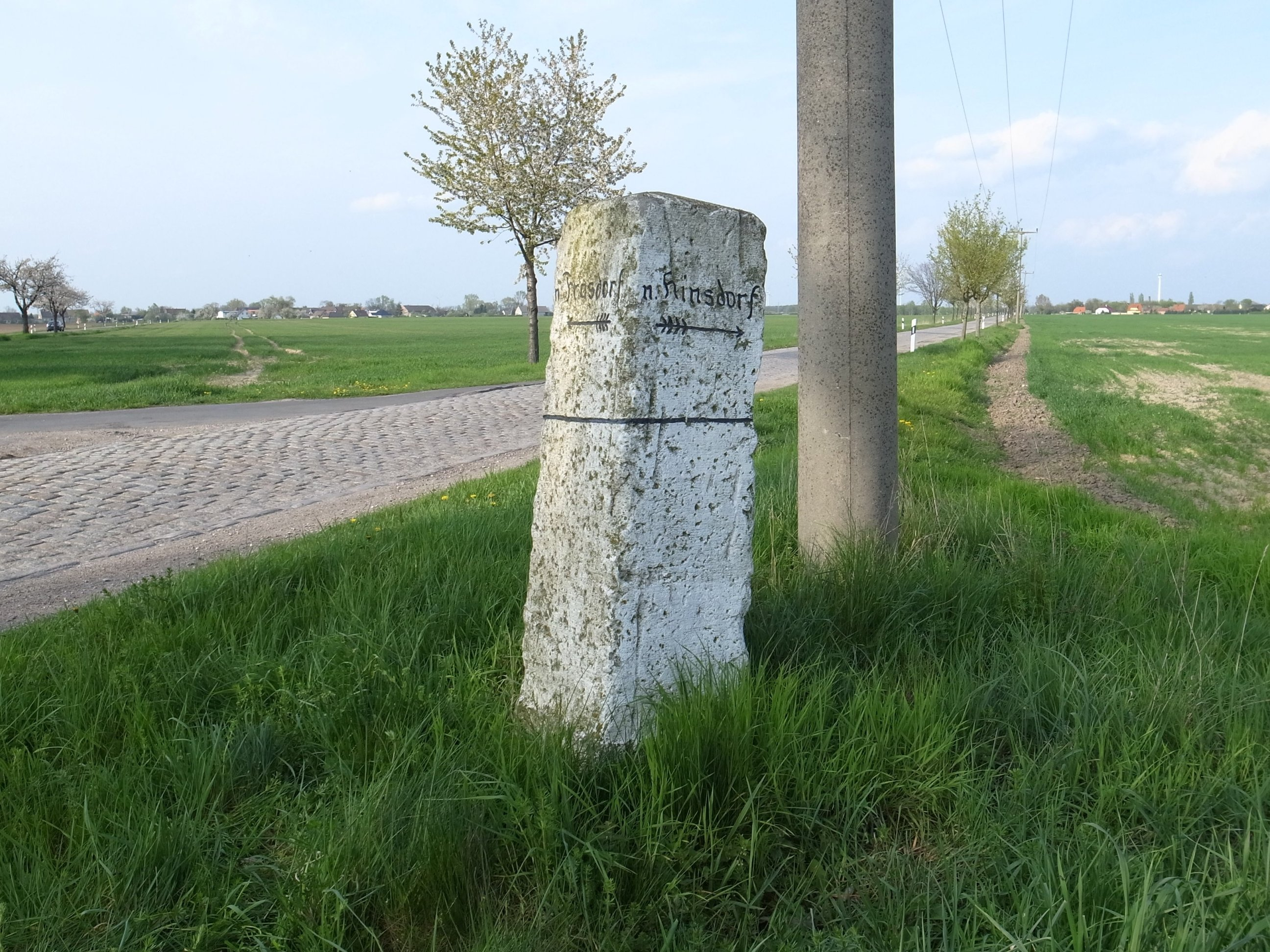
Wegweiser nordöstlich von Meilendorf

Der Wegweiser nordöstlich von Meilendorf ist ein Kleindenkmal in der Stadt Südliches Anhalt im Landkreis Anhalt-Bitterfeld in Sachsen-Anhalt.
Nordöstlich von Meilendorf zweigt von der Kreisstraße 2077 eine Straße nach Osten ab. An dieser Stelle steht ein Wegweiserstein, der Pfeile mit Federn als Richtungsanzeiger nutzt, und den Weg nach Fraßdorf und Hinsdorf weist. Im Gegensatz zum Wegweiser bei Fraßdorf wird dieser Ort hier als Frasdorf geschrieben. Da er im Aussehen identisch mit dem Wegweiserstein südwestlich von Meilendorf ist und wie dieser durch eine schwarze Linie in einen Ober- und Unterteil getrennt wird, dürften beide gleich alt sein.
Als Verkehrsdenkmal steht der Wegweiserstein unter Denkmalschutz, wird als Baudenkmal eingestuft und trägt im Denkmalverzeichnis die Erfassungsnummer 094 70785.